# منگلهورن
منگلهورن (انگلیسی: Manglehorn) فیلمی به کارگردانی دیوید گوردون گرین است که در سال ۲۰۱۴ منتشر شد. از بازیگران آن می‌توان به آل پاچینو، کریس مسینا و هالی هانتر اشاره کرد.